# Olly Murs
Oliver Stanley Murs (sinh ngày 14 tháng 5 năm 1984) là một ca sĩ, người viết lời bài hát, người dẫn chương trình truyền hình và diễn viên người Anh. Anh bắt đầu tạo được sự chú ý khi đạt vị trí á quân trong mùa thứ 6 của The X Factor vào năm 2009. Hiện tại, Murs đang ký hợp đồng với RCA Records và Sony Music UK ở Vương quốc Anh, cũng như Columbia Records ở Hoa Kỳ.
Vào năm 2010, Murs phát hành đĩa đơn đầu tay "Please Don't Let Me Go", đã ra mắt ở vị trí số một trên bảng xếp hạng UK Singles Chart, trong khi đĩa đơn tiếp theo, "Thinking of Me" đạt vị trí thứ 4. Vào tháng 11 năm 2010, nam ca sĩ đã phát hành album đầu tay mang tên chính mình, Olly Murs, đã xuất hiện trên bảng xếp hạng UK Albums Chart ở vị trí thứ hai, với doanh số tuần đầu cao nhất đối với một album đầu tay vào năm 2010. Album phòng thu tiếp theo, In Case You Didn't Know được phát hành vào tháng 11 năm 2011 và đạt vị trí số một, cũng như sở hữu hai đĩa đơn quán quân: "Heart Skips a Beat" và "Dance with Me Tonight".
Vào tháng 11 năm 2012, Murs đã phát hành album thứ ba Right Place Right Time và phát hành sáu đĩa đơn; đĩa đơn đầu tiên, "Troublemaker" (hợp tác với Flo Rida), trở thành đĩa đơn quán quân thứ tư của anh. Album tiếp theo, Never Been Better (2014) đứng vị trí số một và đạt được hai đĩa đơn top 5: "Wrapped Up" (hợp tác với Travie McCoy) và "Up" (hợp tác với Demi Lovato). Năm 2016, nam ca sĩ phát hành album phòng thu thứ năm 24 Hrs và đạt hạng nhất trên UK Albums Chart, trước khi được tiếp nối bởi album phòng thu kết hợp với tuyển tập hit You Know I Know (2018).
Tính đến tháng 12 năm 2014, Murs đã bán được hơn 10 triệu bản trên toàn thế giới. Vào tháng 5 năm 2011, Murs trở lại The X Factor để đồng dẫn chương trình phụ The Xtra Factor với Caroline Flack. Cuốn tự truyện của anh, Happy Days, được xuất bản vào tháng 10 năm 2012. Vào ngày 16 tháng 4 năm 2015, Murs được thông báo sẽ tái hợp với Flack để thay thế Dermot O'Leary với tư cách là người đồng dẫn chương trình của The X Factor trong mùa thứ 12.

## Danh sách đĩa nhạc
- Olly Murs (2010)
- In Case You Didn't Know (2011)
- Right Place Right Time (2012)
- Never Been Better (2014)
- 24 Hrs (2016)
- You Know I Know (2018)
- Marry Me (2022)

## Lưu diễn
- The Olly Murs Tour (2011)
- In Case You Didn't Know Tour (2012)
- Right Place Right Time Tour (2013)
- Never Been Better Tour (2015)
- 24 Hrs Tour (2017)
- You Know I Know Tour (2019)
- Best Hits Summer Tour (2021)
- Marry Me Tour (2023)
- 15 Years of Hits - Live 2025 (2025)

## Phim ảnh
| Năm           | Tựa đề                               | Vai diễn   | Ghi chú                                       |
| ------------- | ------------------------------------ | ---------- | --------------------------------------------- |
| 2009, 2015    | The X Factor                         | Chính mình | Thí sinh (2009) Đồng dẫn chương trình (2015)  |
| 2011–2012     | The Xtra Factor                      | Chính mình | Dẫn chương trình                              |
| 2011          | Olly Murs Ye Olde Christmas Carol    | Chính mình | Dẫn chương trình                              |
| 2011          | An Olly Good Christmurs              | Chính mình | Dẫn chương trình                              |
| 2013          | 90210                                | Chính mình | Mùa 5 Tập 19: "The Empire State Strikes Back" |
| 2014          | A Night In With Olly Murs            | Chính mình | Dẫn chương trình                              |
| 2014          | An Olly Jolly Christmurs             | Chính mình | Dẫn chương trình cho Heart TV                 |
| 2015          | Text Santa                           | Chính mình | Đồng dẫn chương trình                         |
| 2017          | John Bishop: In Conversation With... | Chính mình | Khách mời                                     |
| 2018–hiện tại | The Voice UK                         | Chính mình | Huấn luyện viên/Giám khảo                     |
| 2018          | Ant & Dec's Saturday Night Takeaway  | Chính mình | Bình luận viên khách mời                      |
| 2018          | Happy Hour with Olly Murs            | Chính mình | Chủ trì                                       |
| 2019          | All Round to Mrs. Brown's            | Chính mình | Nghệ sĩ trình diễn khách mời                  |
| 2019          | 101 Dalmatian Street                 | Spike      | Lồng tiếng                                    |